# 太田資武 (掛川藩嫡子)
太田 資武（おおた すけたけ）は、江戸時代中期の遠江国掛川藩太田家の世嗣。官位は従五位下・大和守、采女正。

## 略歴
宝暦13年（1763年）、2代藩主・太田資愛の長男として誕生した（『寛政重修諸家譜』では宝暦11年（1761年））。幼名は伴之助、新六郎。正室は松平定静の娘。
安永6年（1777年）に徳川家治に拝謁し叙任する。しかし、家督相続前の天明4年（1784年）に死去した。法名は道因日縁徳浄院。
代わって次弟の資順が嫡子となった。